# Branko Brnović
Branko Brnović (ser. Бранко Брновић, ur. 8 sierpnia 1967 w Titogradzie) – piłkarz czarnogórski grający na pozycji środkowego obrońcy.

## Kariera klubowa
Piłkarską karierę Brnović rozpoczął w rodzinnym Titogradzie, w tamtejszym klubie Budućnost Titograd. W 1987 roku zadebiutował w pierwszej lidze jugosłowiańskiej. Dwa lata później przebił się do podstawowego składu. W zespole z Titogradu grał przez cztery sezony, ale nie osiągnął większych sukcesów. W 1991 roku Czarnogórzec przeszedł do stołecznego Partizana Belgrad. Tam także grał w pierwszym składzie. W 1992 roku zdobył z nim Puchar Jugosławii, a w 1993 roku po raz pierwszy w karierze został mistrzem kraju. Z kolei w 1994 roku sięgnął po dublet. Ogółem w lidze Jugosławii rozegrał 188 spotkań i zdobył w nich 23 gole.
Latem 1994 roku Brnović przeszedł do hiszpańskiego Espanyolu. W barwach klubu z Barcelony zadebiutował 4 września w wygranym 4:2 domowym spotkaniu z Realem Oviedo. Natomiast w lutym 1995 w spotkaniu z Realem Valladolid (3:0) zdobył pierwszego gola w Primera Division. Największy sukces z Espanyolem osiągnął w 1996 roku, gdy zajął z nim 4. miejsce w La Liga. W sezonie 1998/1999 przestał występować w podstawowej jedenastce i przez dwa lata rozegrał zaledwie 12 spotkań w lidze. W trakcie sezonu 1999/2000 zakończył piłkarską karierę w wieku 33 lat.
12 września 2011 roku objął funkcję trenera Czarnogóry.
| Sezon   | Klub               | Kraj       | Rozgrywki           | Mecze | Bramki |
| ------- | ------------------ | ---------- | ------------------- | ----- | ------ |
| 1987/88 | Budućnost Titograd | Jugosławia | 1. liga             | 14    | 0      |
| 1988/89 | Budućnost Titograd | Jugosławia | 1. liga             | 18    | 2      |
| 1989/90 | Budućnost Titograd | Jugosławia | 1. liga             | 33    | 6      |
| 1990/91 | Budućnost Titograd | Jugosławia | 1. liga             | 35    | 5      |
| 1991/92 | FK Partizan        | Jugosławia | 1. liga             | 27    | 1      |
| 1992/93 | FK Partizan        | Jugosławia | Meridijan Superliga | 30    | 6      |
| 1993/94 | FK Partizan        | Jugosławia | Meridijan Superliga | 31    | 4      |
| 1994/95 | RCD Espanyol       | Hiszpania  | Primera División    | 35    | 2      |
| 1995/96 | RCD Espanyol       | Hiszpania  | Primera División    | 40    | 1      |
| 1996/97 | RCD Espanyol       | Hiszpania  | Primera División    | 32    | 0      |
| 1997/98 | RCD Espanyol       | Hiszpania  | Primera División    | 27    | 0      |
| 1998/99 | RCD Espanyol       | Hiszpania  | Primera División    | 11    | 0      |
| 1999/00 | RCD Espanyol       | Hiszpania  | Primera División    | 1     | 0      |

## Kariera reprezentacyjna
W reprezentacji Jugosławii Brnović zadebiutował 20 września 1989 roku w wygranym 3:0 domowym meczu z Grecją. W 1998 roku został powołany przez Slobodana Santrača do kadry na Mistrzostwa Świata we Francji. Tam był podstawowym zawodnikiem Jugosłowian. Wystąpił w grupowych spotkaniach z Iranem (1:0), i ze Stanami Zjednoczonymi (1:0), a także w 1/8 finału z Holandią (1:2). Mecz z Holandią był jego ostatni w narodowych barwach. Łącznie w reprezentacji Jugosławii Branko zagrał 27 razy i zdobył 3 gole.